# Belleh District
Belleh är ett distrikt i Liberia. Det ligger i regionen Gbarpolu County, i den norra delen av landet, 160 km nordost om huvudstaden Monrovia.